# 15e cérémonie des Boston Society of Film Critics Awards
La 15e cérémonie des Boston Society of Film Critics Awards, décernés par la Boston Society of Film Critics, a eu lieu le 18 décembre 1994, et a récompensé les films réalisés dans l'année.

## Palmarès

### Meilleur film
1. Pulp Fiction
2. Vanya, 42e rue (Vanya on 42nd Street)
3. Ed Wood

### Meilleur réalisateur
1. Quentin Tarantino pour Pulp Fiction
2. Louis Malle pour Vanya, 42e rue (Vanya on 42nd Street)
3. Robert Redford pour Quiz Show

### Meilleur acteur
1. Albert Finney pour le rôle de Andrew Crocker-Harris dans Les Leçons de la vie (The Browning Version)
2. Wallace Shawn pour le rôle de Vanya dans Vanya, 42e rue (Vanya on 42nd Street)
3. Henry Czerny pour le rôle de Peter Lavin dans The Boys of St. Vincent

### Meilleure actrice
1. Julianne Moore pour le rôle de Yelena dans Vanya, 42e rue (Vanya on 42nd Street)
2. Linda Fiorentino pour le rôle de Bridget Gregory dans Last Seduction (The Last Seduction)
3. Brooke Smith pour le rôle de Sonya dans Vanya, 42e rue (Vanya on 42nd Street)

### Meilleur acteur dans un second rôle
1. Martin Landau pour le rôle de Bela Lugosi dans Ed Wood

### Meilleure actrice dans un second rôle
1. Kirsten Dunst pour ses rôles dans Entretien avec un vampire (Interview with the Vampire) et Les Quatre Filles du docteur March (Little Women)
2. Dianne Wiest pour le rôle de Helen Sinclair dans Coups de feu sur Broadway (Bullets over Broadway)
3. Tracey Ullman pour ses rôles dans Coups de feu sur Broadway (Bullets over Broadway), I'll Do Anything et Prêt-à-porter

### Meilleur scénario
1. Pulp Fiction – Roger Avary et Quentin Tarantino
2. Quiz Show – Paul Attanasio
3. Thirty Two Short Films About Glenn Gould – Don McKellar

### Meilleure photographie
1. Ed Wood – Stefan Czapsky

### Meilleur film en langue étrangère
1. Trois couleurs : Rouge •  France /  Pologne /  Suisse

### Meilleur film documentaire
1. Hoop Dreams